# Enocomia ovata
Enocomia ovata är en insektsart som beskrevs av Ball 1919. Enocomia ovata ingår i släktet Enocomia och familjen spottstritar. Inga underarter finns listade i Catalogue of Life.